# Centre d'échanges de Perrache
Pour les articles homonymes, voir Perrache.

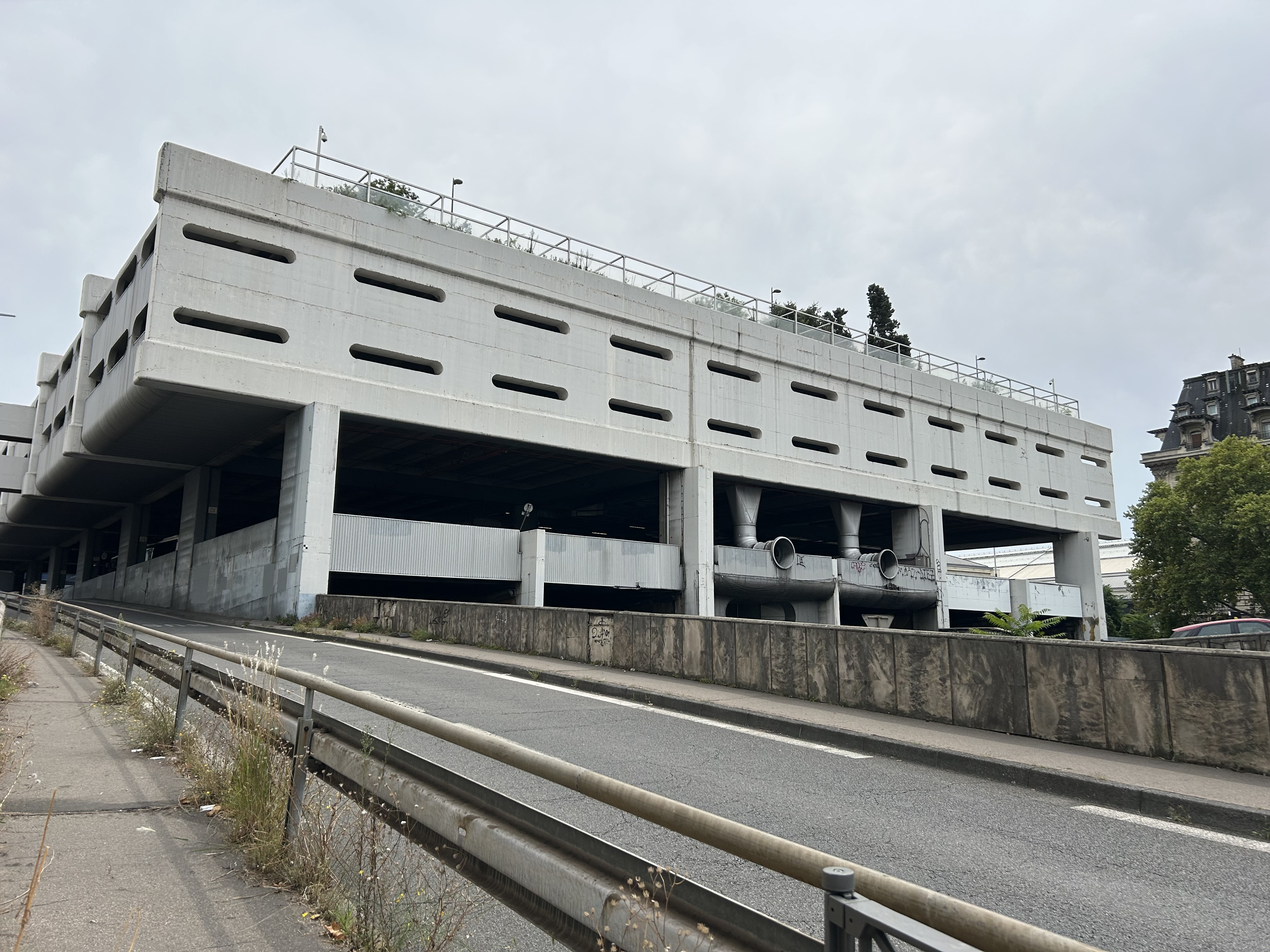
Vue du centre depuis le cours de Verdun en 2025.

Le centre d’échanges de Perrache est un bâtiment et une plate-forme de correspondance de transport en commun situé cours de Verdun dans le quartier de Perrache, dans le 2e arrondissement de Lyon. Il regroupe une station de métro, une station de tramway, une gare routière et un échangeur entre les routes M6 (vers Paris) et M7 (vers Marseille). De plus il jouxte la gare de Lyon-Perrache.
Très décrié pour son style et la présence de l'autoroute, il est qualifié de « verrue », de « Blockhaus », de « Goldorak » ou encore de « Connerie du siècle », ce que son architecte René Gagès n'a jamais supporté,.

## Histoire

### La genèse

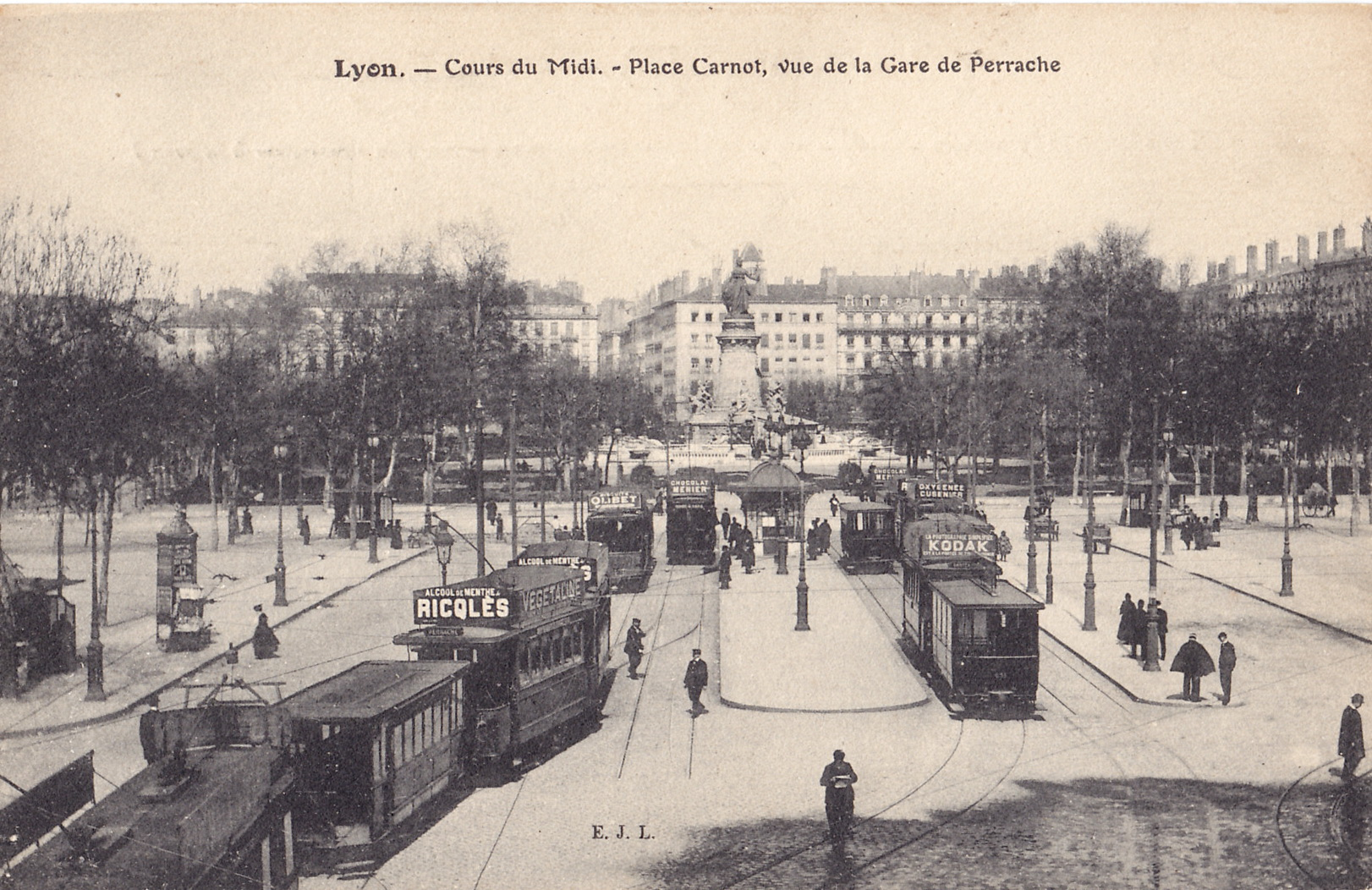
Perrache était déjà un pôle majeur de l'ancien tramway de Lyon.

Dès le début du XXe siècle, le cours de Verdun accueille un terminus important de l'ancien tramway, puis des autobus et trolleybus rejoints par les autocars des transporteurs privés et départementaux. 
Dans les années 1960, l'État s'engage dans un plan d'aménagement autoroutier consistant à construire près de 2 000 km d'autoroutes, avec comme priorité l'axe Paris-Lyon-Marseille entre 1960 et 1975. Ce plan est déclaré d'utilité publique en 1963.
Ce plan national coïncide avec les projets portés par le maire Louis Pradel, confirmés par la publication en 1962 du Plan d'urbanisme directeur du groupement d’urbanisme de la région lyonnaise ; s'ensuivent alors divers projets de franchissement qui finissent par déboucher sur le percement du tunnel de Fourvière, utilisé par l'autoroute A6, avec la volonté de doubler le tunnel de la Croix-Rousse,. Ouvert en 1971, il débouche à l'origine sur le cours de Verdun, cette configuration posant d'énormes problèmes de circulation pour rejoindre l'autoroute A7 et traverser la presqu'île.
Il a fallu trouver un moyen de combiner les trafics routier et autoroutier, avec pour enjeu de réunir les différents modes de transport en un seul lieu et de faciliter les échanges entre les usagers de ces différents modes de transport : l'idée du « centre d'échanges » est née. René Gagès, associé à Guy Vanderaa, présente un premier projet proposant de le construire au-dessus de la gare de Perrache dans une « gare-pont », à une époque où le projet ayant conduit à l'actuel quartier d'affaires de la Part-Dieu n'était pas encore d'actualité, le site de l'actuel quartier de la Confluence étant alors privilégié,,. La maquette est présentée en 1970 au président Georges Pompidou.
La SNCF refuse cette idée et le ministère de la Justice refuse également de déplacer les prisons Saint-Paul et Saint-Joseph, ce qui conduit à revoir le projet,[pas clair].

### Les travaux
Les travaux commencent en 1972 pour s'achever par l'inauguration le 25 juin 1976. Il est estimé à 240 millions de Francs et est géré par la communauté urbaine de Lyon (COURLY). La station de la ligne A du métro ouvre quant à elle le 2 mai 1978 en même temps que la ligne.

### Un ensemble décrié
Implanté au milieu du cours de Verdun et d'orientation est-ouest, il rassemble plusieurs fonctions dans un bâtiment construit au-dessus d'un nœud autoroutier et routier : une station de métro, une gare routière, une galerie marchande, une station de taxi, un parking, un musée et un mail piétonnier qui relie la gare de Perrache à la place Carnot.

Un centre multimodal
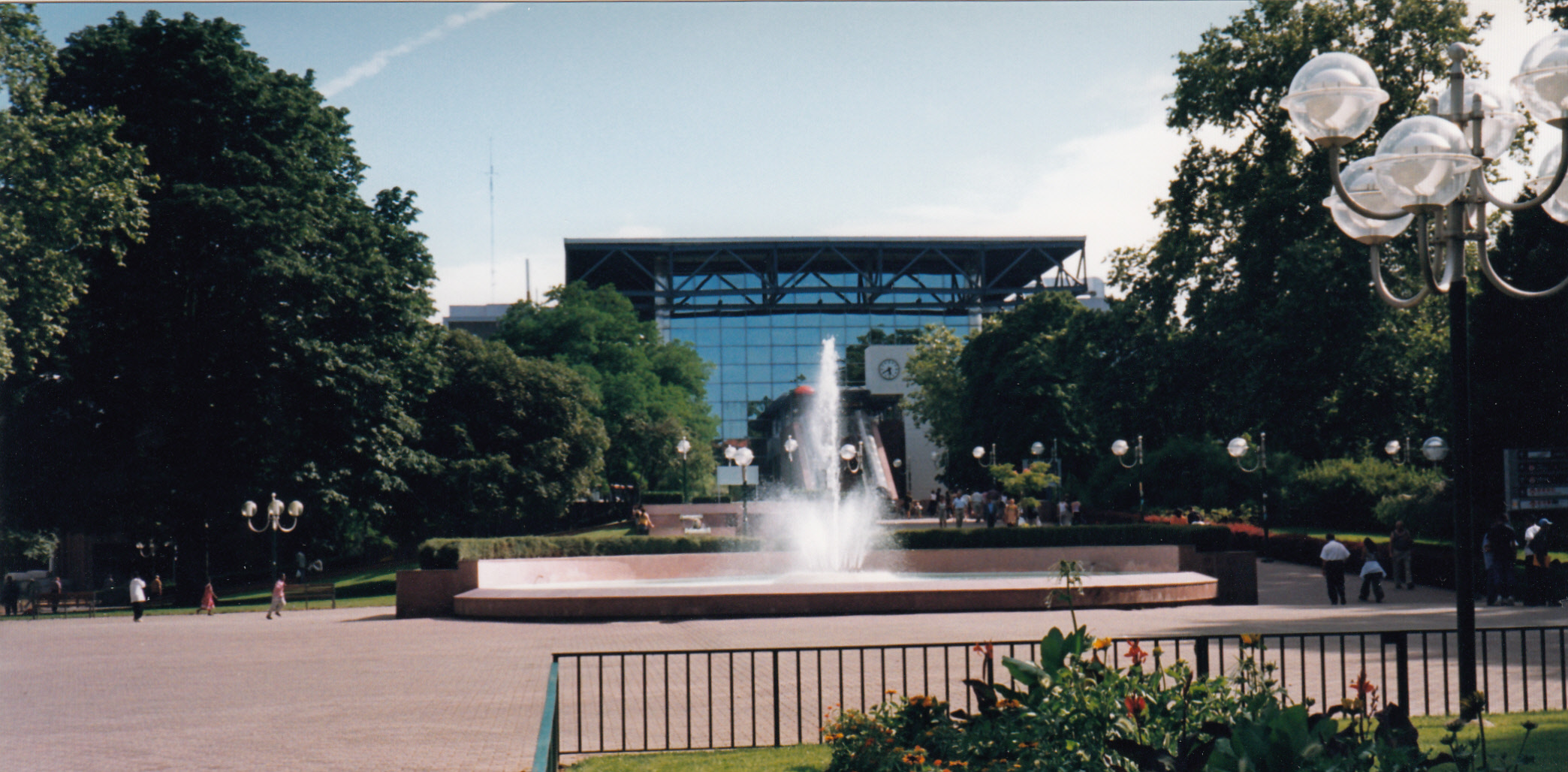
Le centre d'échanges vu depuis la place Carnot en 1999.
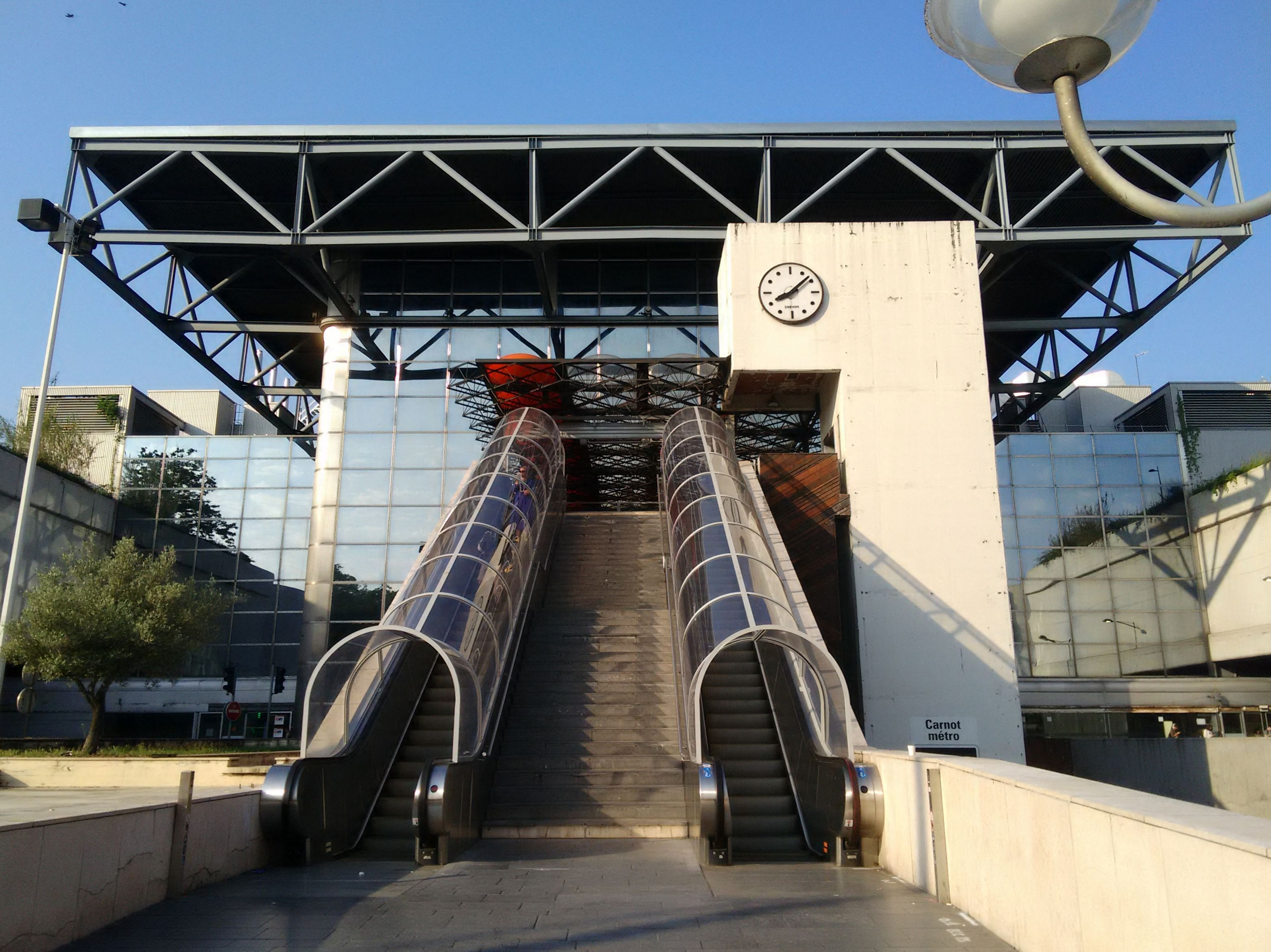
L'entrée du centre d'échanges du côté de la place Carnot
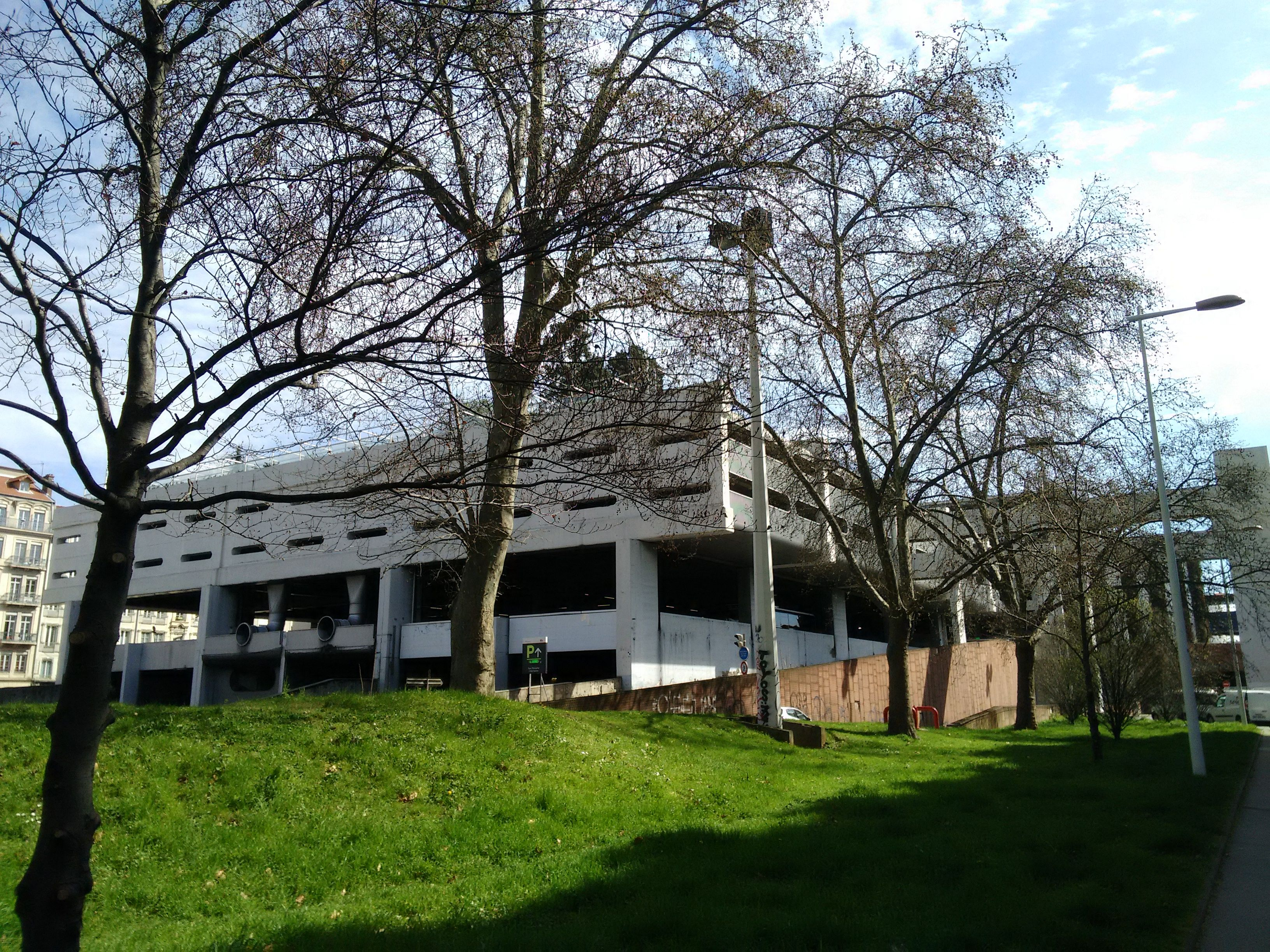
Le parking du côté ouest du centre d'échanges, avec une bretelle de la gare routière et l'entrée des trémies
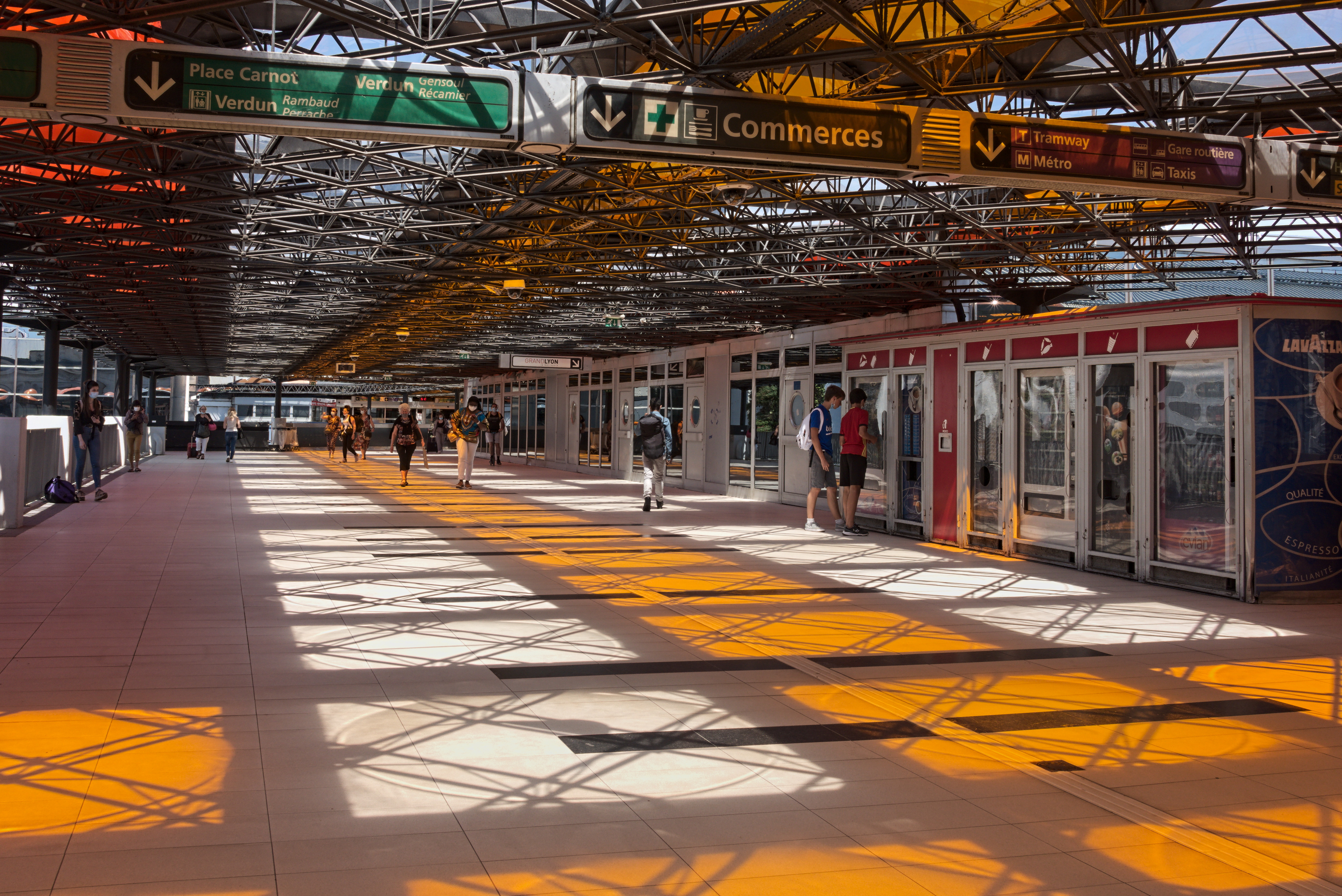
Le mail piétonnier entre le centre d'échanges et la gare de Perrache
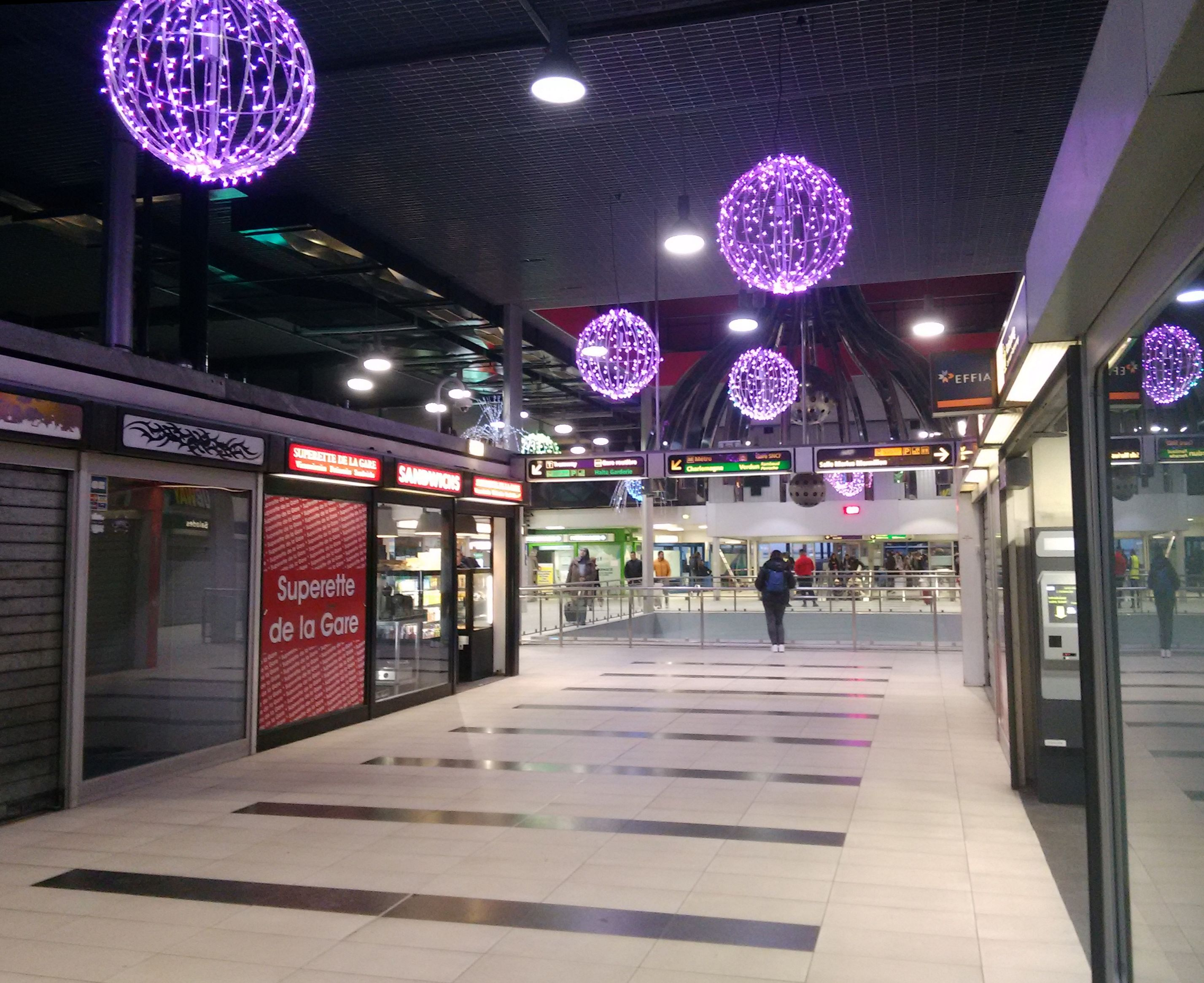
La galerie marchande au niveau 2
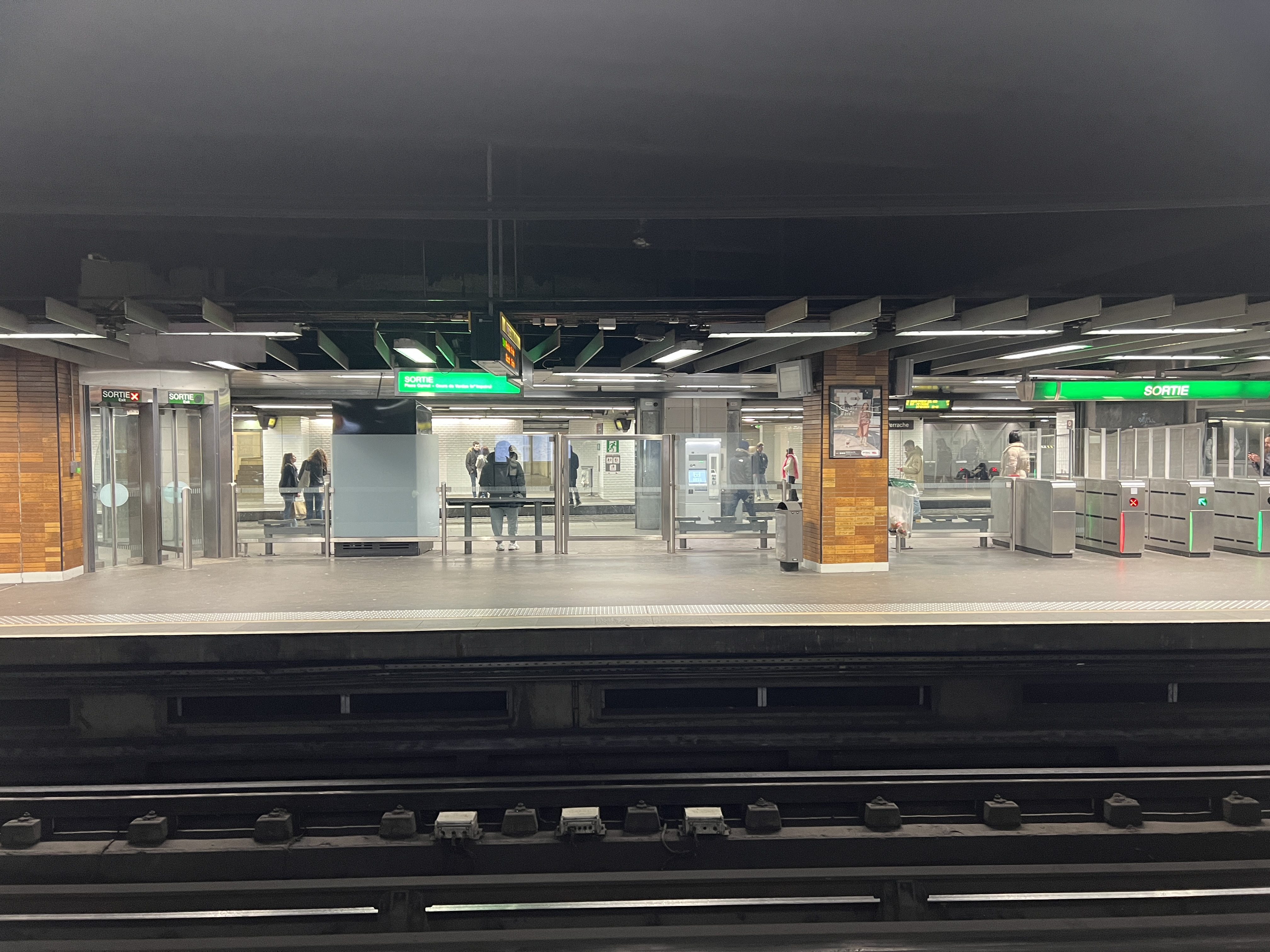
Stations de métro et de tramway à Perrache

L'architecte René Gagès est assisté par Guy Vanderaa, Jacques Rey, Jean Prouvé et la Société des grands travaux de Marseille. Ils s'inspirent d'urbanistes théoriciens britanniques et japonais, alors considérés comme à la pointe de la modernité.
Avec son architecture, ses fonctions multiples et son implantation en plein centre-ville, il est considéré comme l'ancêtre des pôles d'échanges multimodaux. Sa construction a confirmé la vocation de Perrache à devenir un centre névralgique des transports en commun lyonnais (TCL).
Au-delà de son architecture brutaliste déjà très contestée, le centre d'échanges renforce la scission existant depuis le XIXe siècle, avec la gare de Lyon-Perrache, entre un quartier résidentiel au nord et une zone industrielle au sud. Cet accroissement de la rupture urbaine est pointée dès 1966/1967 dans l'étude du schéma directeur des circulations. L'architecture dénuée d'éléments décoratifs, combinée aux couleurs d'origines (rose et bleu), amplifie le rejet par la population dont la nostalgie de l'ancien cours de Verdun, fantasmé comme un havre de paix, ne fait qu'augmenter.
Une partie de la presse locale n'hésite pas à qualifier l'ensemble de « monstre de béton » et le maire Louis Pradel de « vieillard mégalomane ».
Dès les années 1980, la gare SNCF est restaurée et la passerelle la reliant au centre d'échanges est prolongée à travers la gare jusqu'à une nouvelle « porte Sud », ornée d'une grande horloge et flanquée de deux escalators, se voulant le symbole du désenclavement du quartier. Elle est réalisée en 1981 sous la direction de l'architecte Eugène Gachon, et inaugurée en juillet 1985,. Mais elle ne résout pas les problèmes de liaison entre le nord et le sud de la presqu'île.

### Démolition ou rénovation?
Depuis cette période, de nombreuses réflexions se sont posées sur l'avenir de l'ensemble, le maire nouvellement élu dans les années 1990 Raymond Barre souhaitant même sa démolition complète, rendue possible selon lui par la réalisation du contournement ouest de Lyon. L'architecte René Gagès, bien qu'il ne soit pas opposé à une transformation de son œuvre, estime que cette idée relève de la « magie » sauf à « boucher le tunnel de Fourvière et supprimer la gare de Perrache »,. Il démontre aussi que l'on ne peut pas détruire partiellement l'ensemble, chaque élément étant selon lui nécessaire pour maintenir le reste.
Depuis 2001, le bâtiment accueille aussi une station de tramway qui renforce son rôle de pôle multimodal, tout comme l'arrivée du Vélo'v et le renforcement de la desserte en train TER,.

La façade du centre d'échange est ravalée en 2003, travaux portés par son gestionnaire le Grand Lyon : le rose d'origine laisse place à une palette de blanc et de gris. Il a perdu de son éclat : les fontaines ne fonctionnent plus ou très mal. Les locaux autrefois utilisés par l'espace lyonnais d'art contemporain (ELAC) sont quant à eux désaffectés depuis 1995 et l'ouverture du musée d'art contemporain de Lyon.

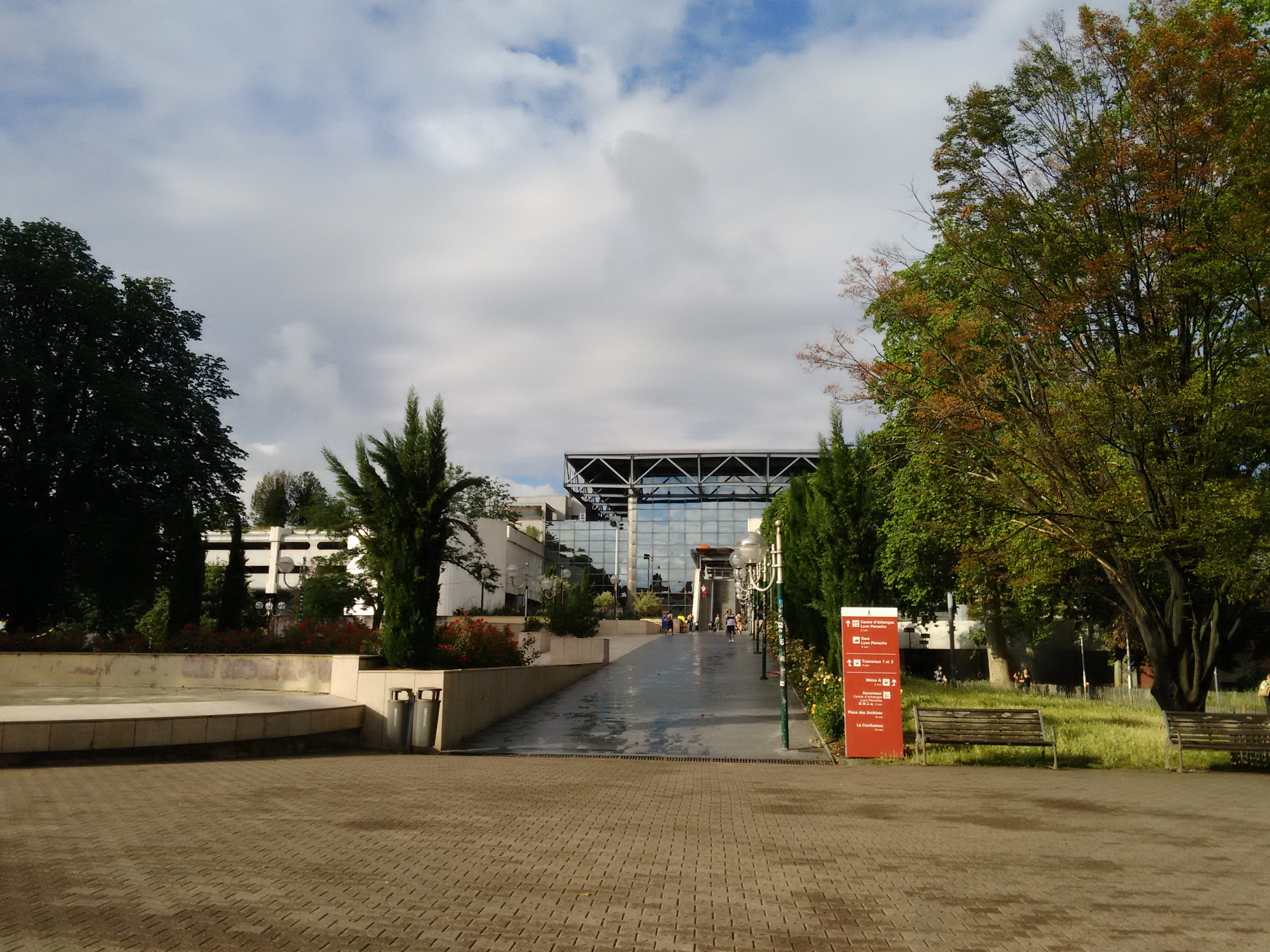
Le centre d'échanges de Perrache et sa fontaine vus de la place Carnot
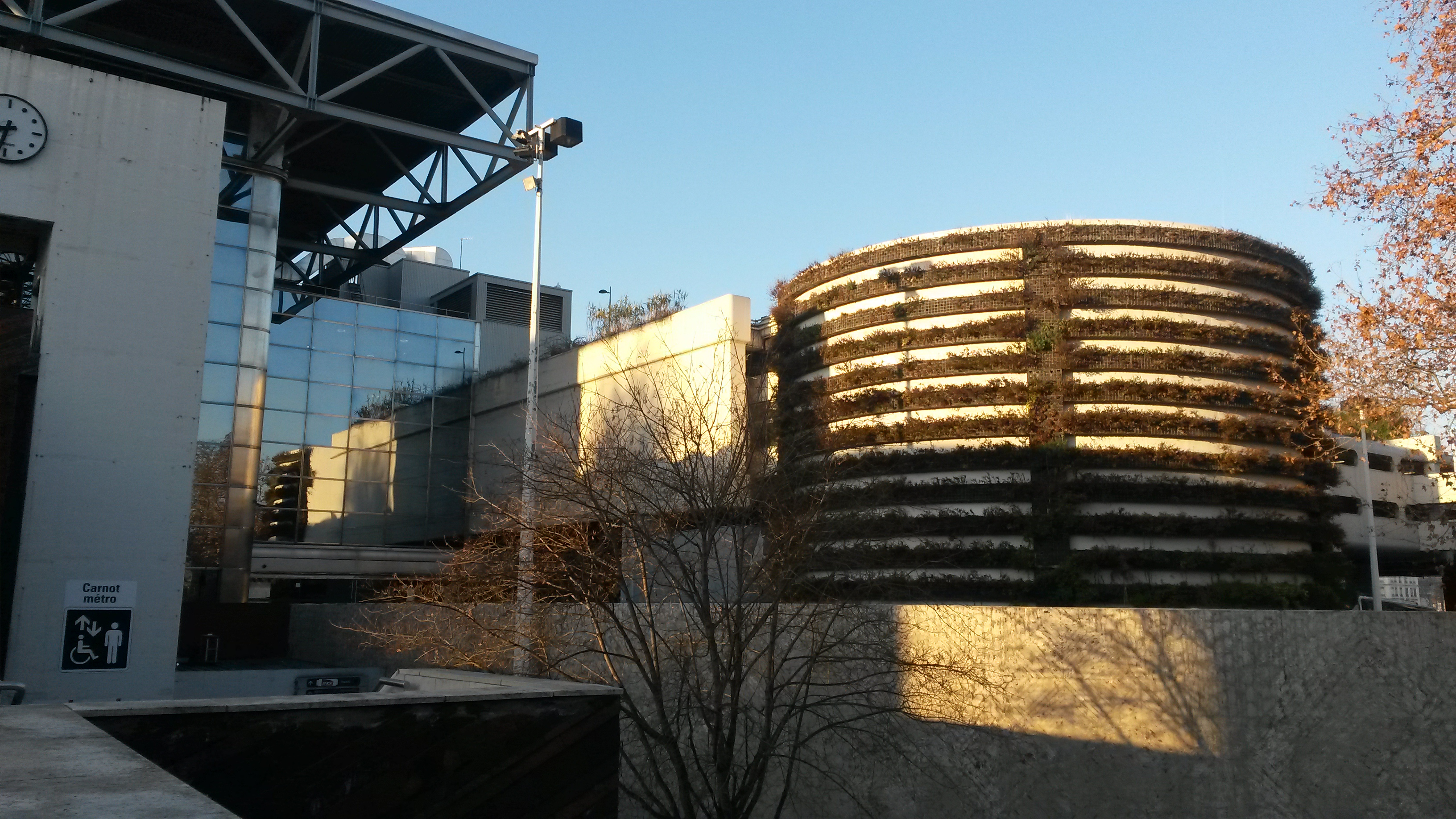
Façade du centre d'échanges et une des tours végétalisées du parking
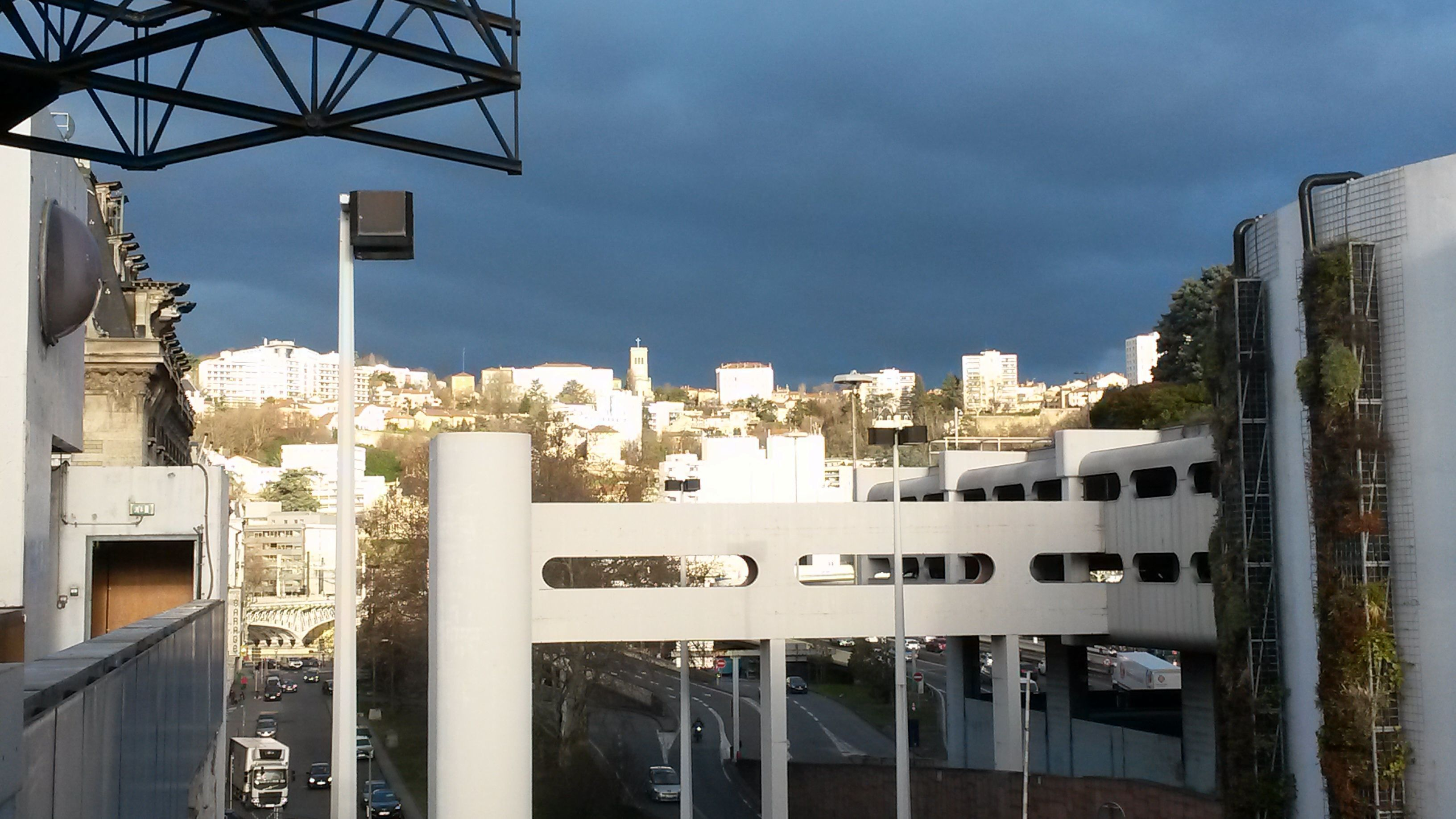
Charpente métallique du mail piétonnier, tour végétalisée de parking et trémies

En septembre 2007, l'un des silos du centre d'échanges a été équipé du premier « mur végétal dépolluant » de France, habillant la surface de 400 m2 de bandes verticales rappelant l'œuvre de Daniel Buren. Durant l'été 2014, par manque d'entretien dû à la faillite de la société prestataire, le mur a dépéri et est remplacé au cours de l'année 2015 pour un montant de 29 900 €, alors qu'il avait coûté près de 200 000 €.

### Aménagements récents
Entre début 2017 et fin 2019, le centre d'échanges et la gare de Lyon-Perrache subissent des travaux de requalification. Le projet a été présenté fin-mai 2016 durant la concertation publique et est chiffré à 35,6 millions d'euros, avec pour objectif de rendre l'ensemble plus accueillant et de faciliter la traversée du complexe qui forme une barrière entre le centre historique et la Confluence. Le projet a été revu à la baisse - il était estimé à 65 millions d'euros en 2013 - et entraîne le report de plusieurs années du réaménagement de l’entrée du Pôle côté Carnot, et la suppression de la passerelle reliant le centre d’échanges à la gare. De plus, la fréquentation devrait doubler d'ici à 2030, passant de 100 000 à 200 000 voyageurs journaliers.

Porté notamment par la métropole de Lyon, la région Auvergne-Rhône-Alpes, le SYTRAL et la SNCF, le chantier concerne le réaménagement de la voûte Ouest de Perrache, longue de 300 m, reliant les places Carnot et des Archives elle est empruntée par des piétons, cyclistes et voitures. Le projet imaginé par le cabinet Ruelle-Atelier des Paysages prévoit d'augmenter la luminosité en ouvrant le nord de la voûte sur la place Carnot et de créer une portion à ciel ouvert entre la gare SNCF et le centre d'échanges. Il prévoit d'habiller d'inox le plafond de la voûte, de le réserver aux modes doux, de réaménager l'accès au métro existant afin de le rendre visible et d'y aménager une consigne à vélos. La piétonisation de la voûte est compensée pour le trafic automobile par des aménagements des accès est et ouest.

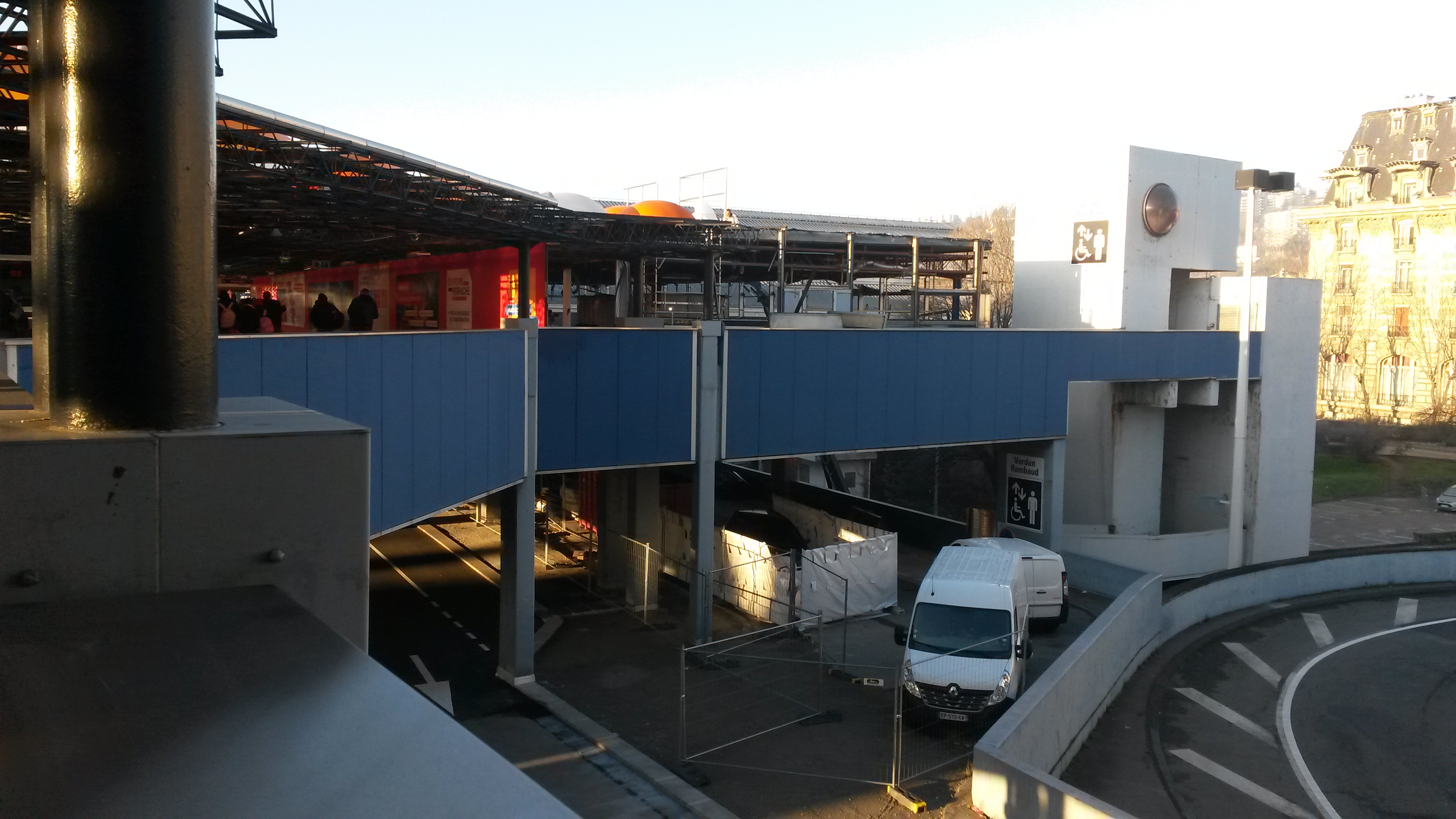
Début de la démolition de la passerelle Verdun-Rambaud pour dégager une partie de la voûte ouest
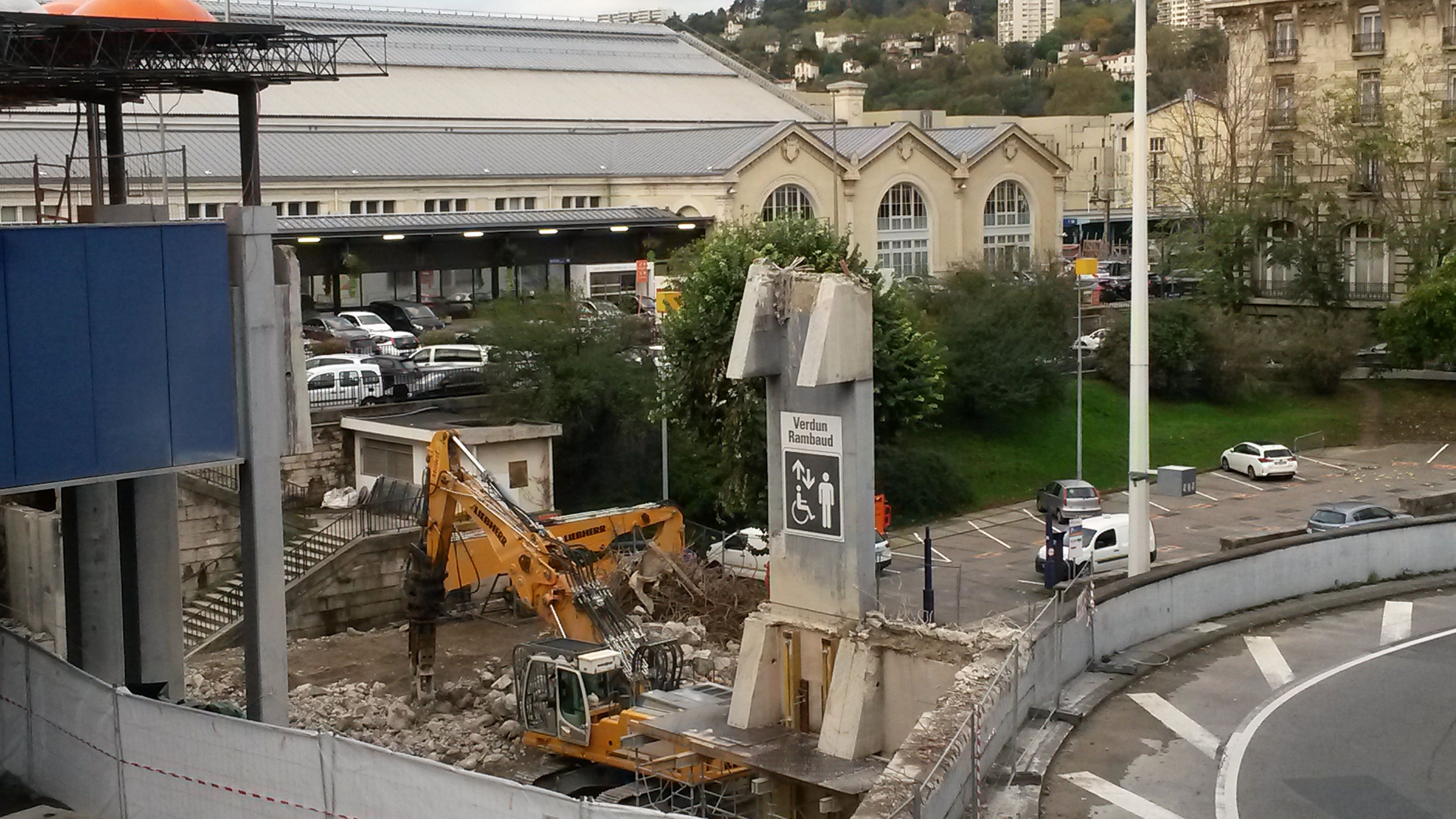
Fin de la démolition de la passerelle Verdun-Rambaud pour dégager une partie de la voûte ouest
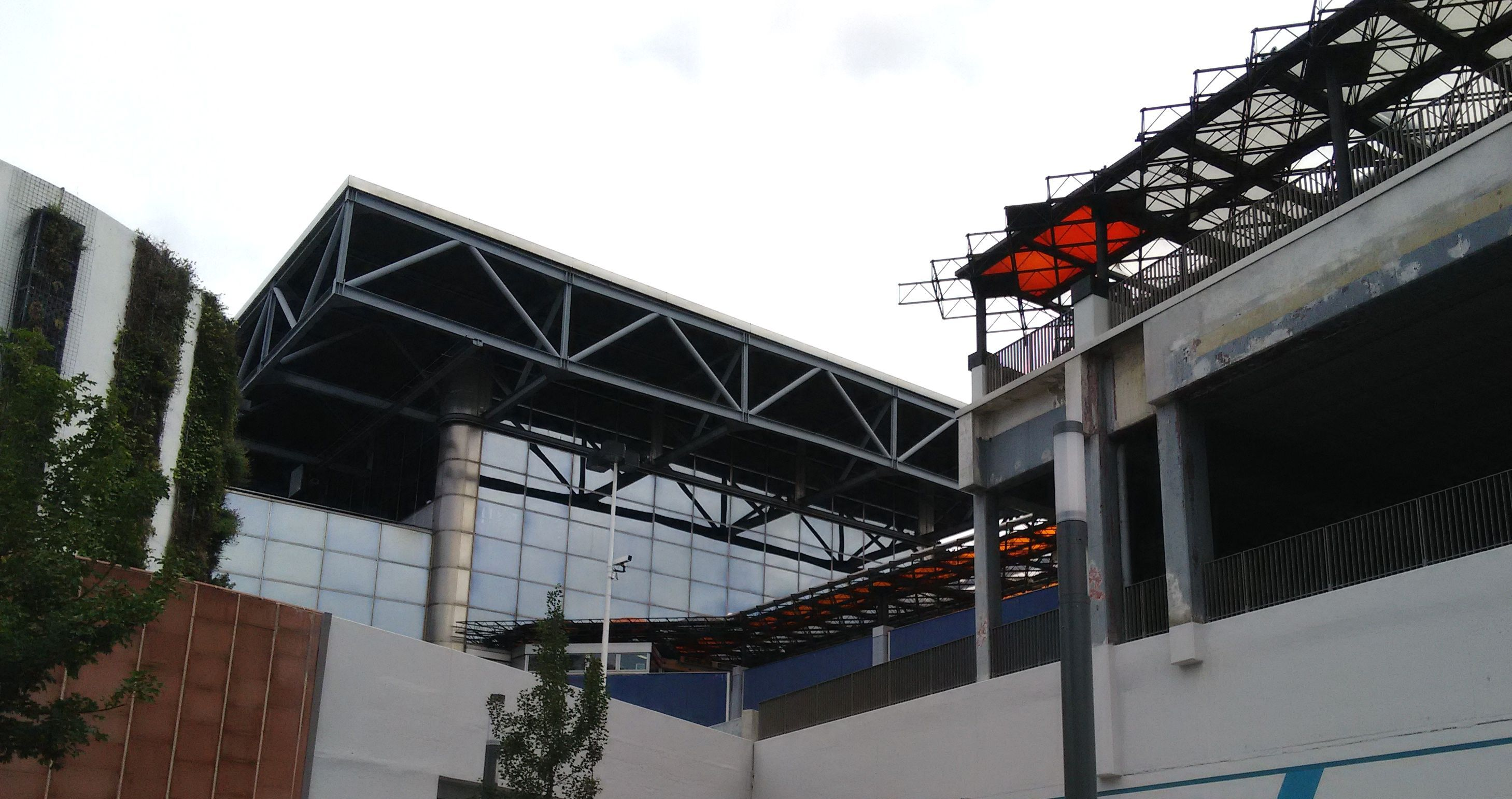
Voûte ouest à ciel ouvert après sa réhabilitation
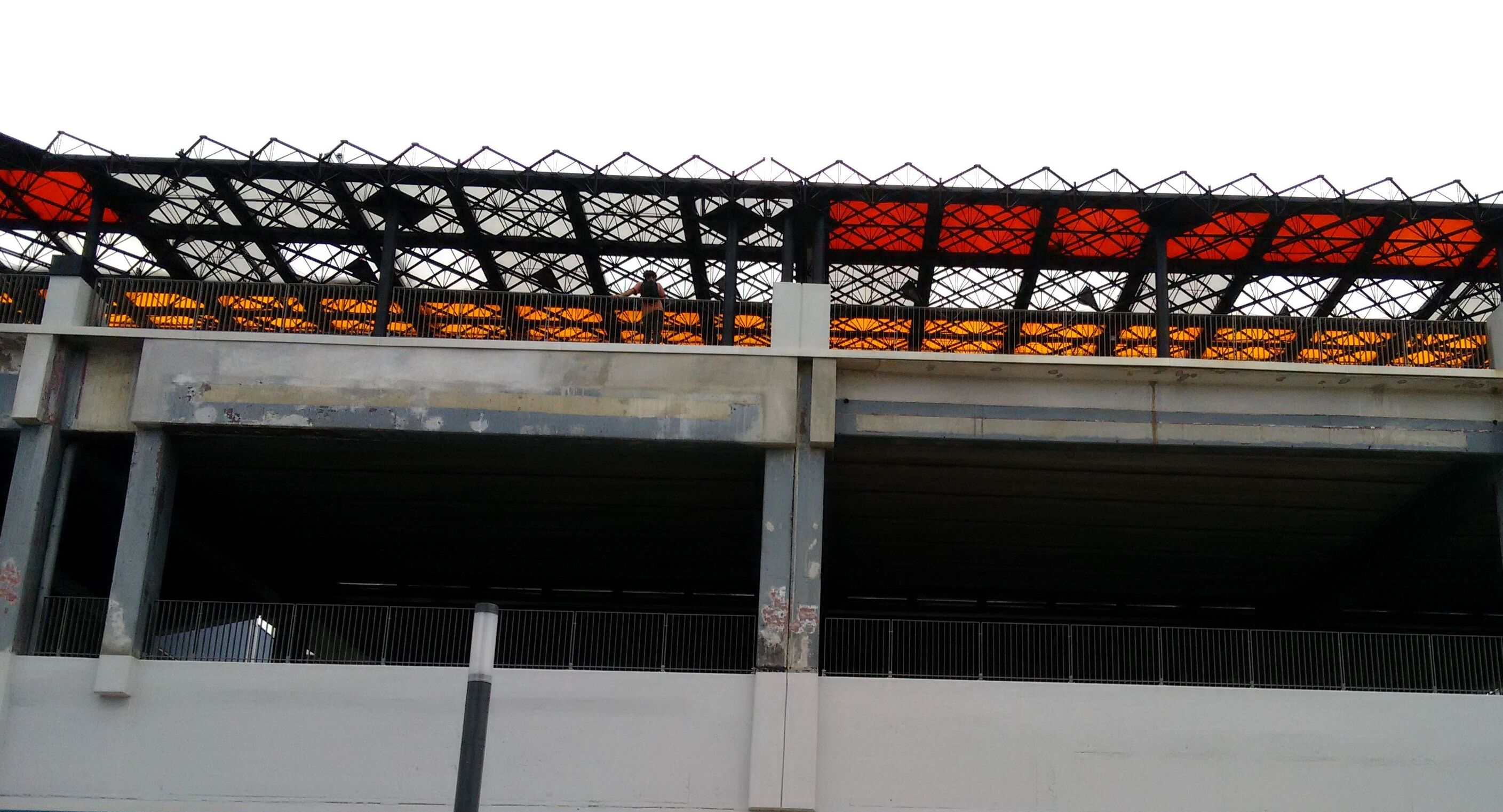
Voûte ouest à ciel ouvert après sa réhabilitation
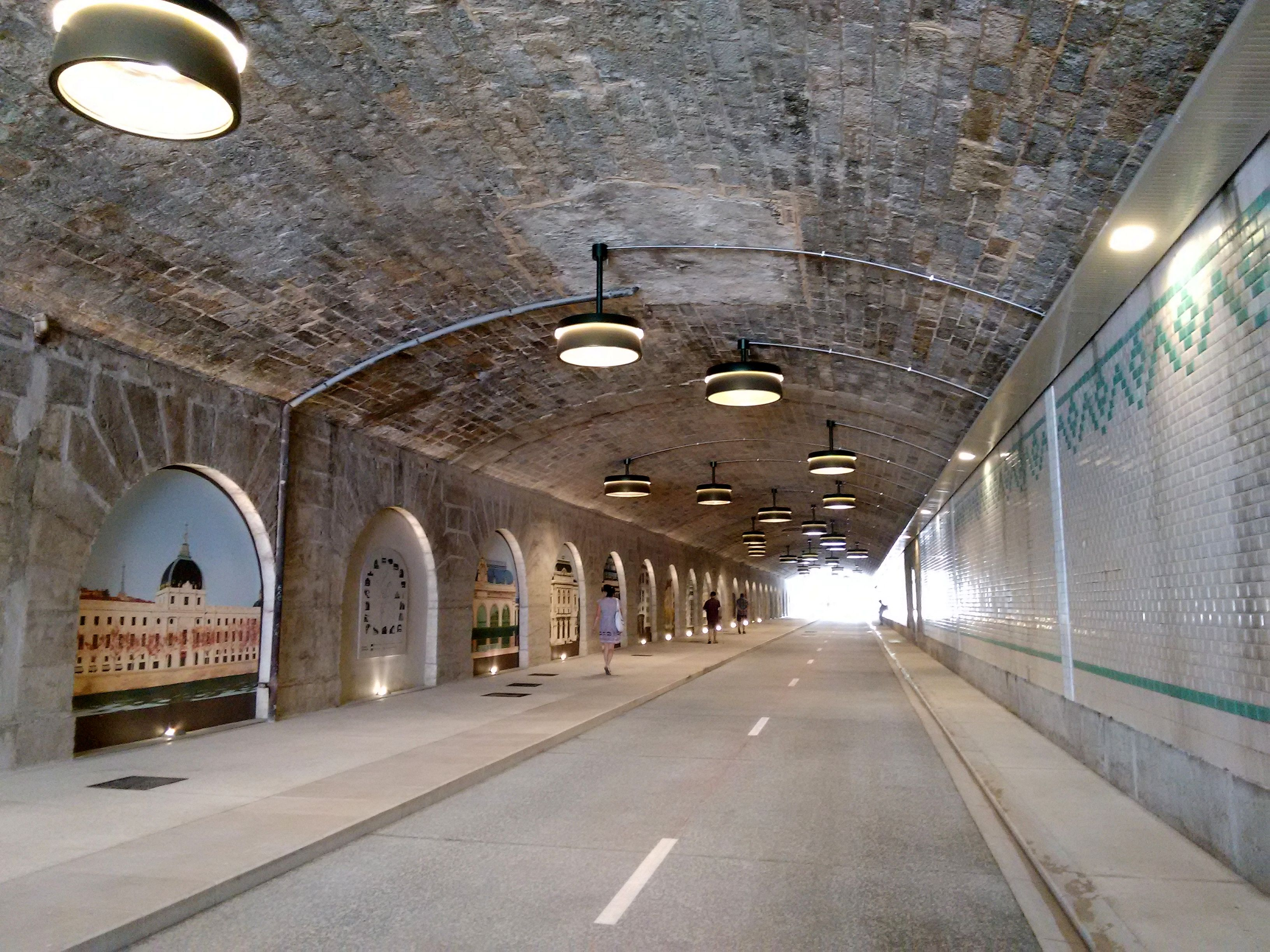
Voûte ouest en direction de la place des Archives

Du côté sud de la gare SNCF, l'accès depuis la Place des Archives est réaménagé afin de pouvoir accéder de plain-pied à la gare par la suppression des escalators.

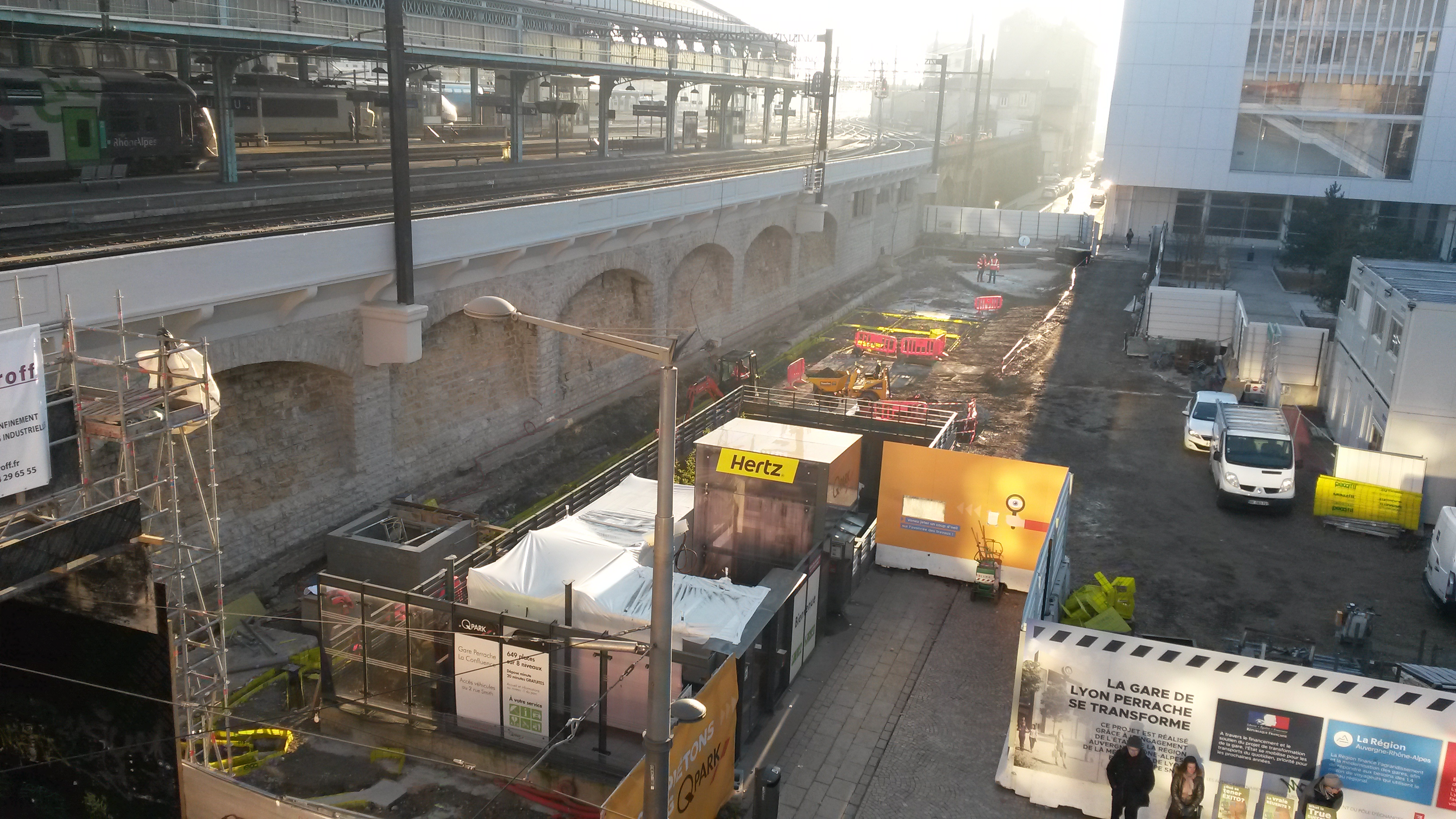
Travaux au sud de la gare de Perrache pour ouvrir un nouvel accès de plain pied à la gare SNCF (14/02/2019).
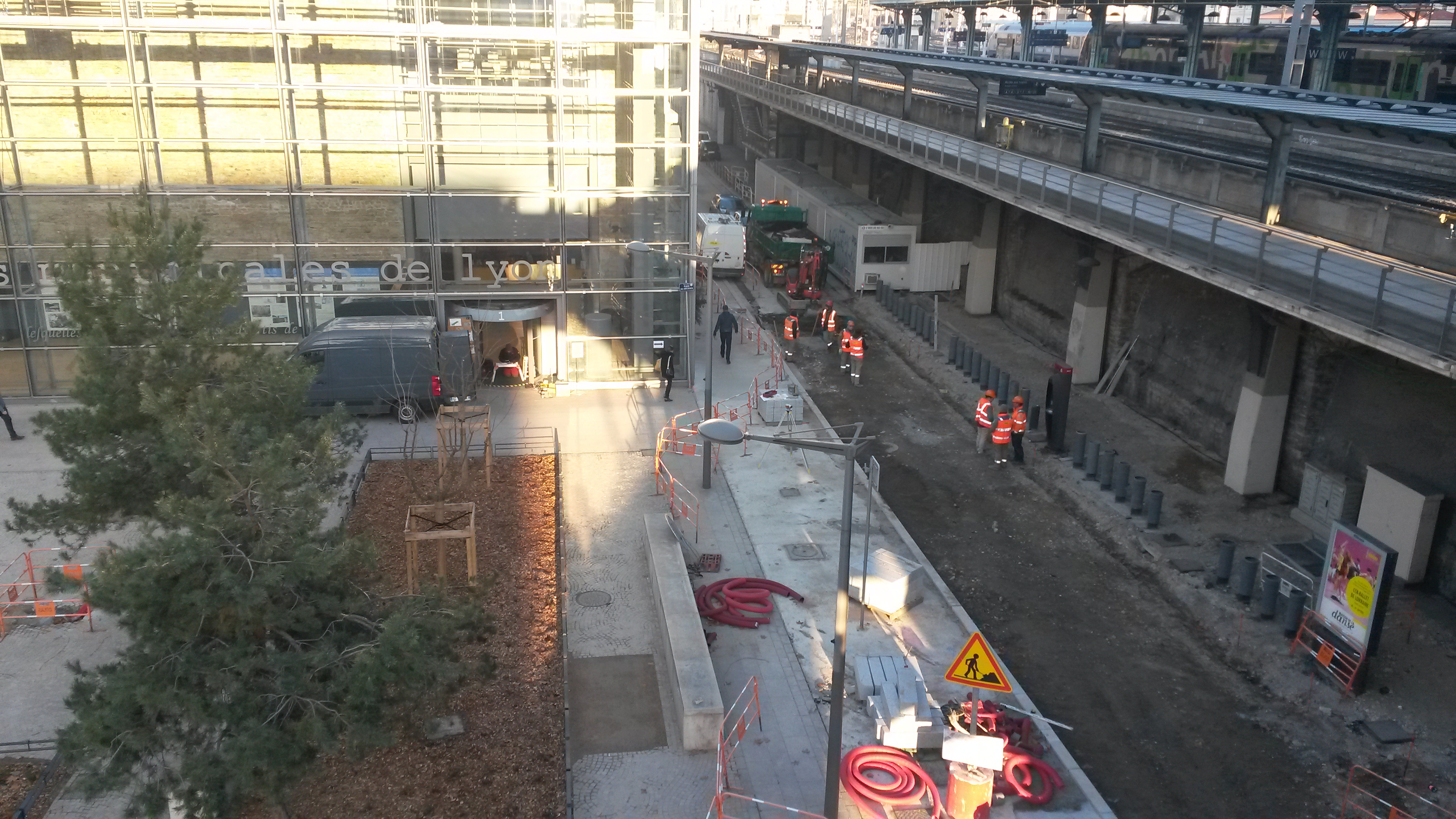
Aménagement de la rue Dugas-Montbel entre la voûte ouest et la rue Gilibert (14/02/2019)
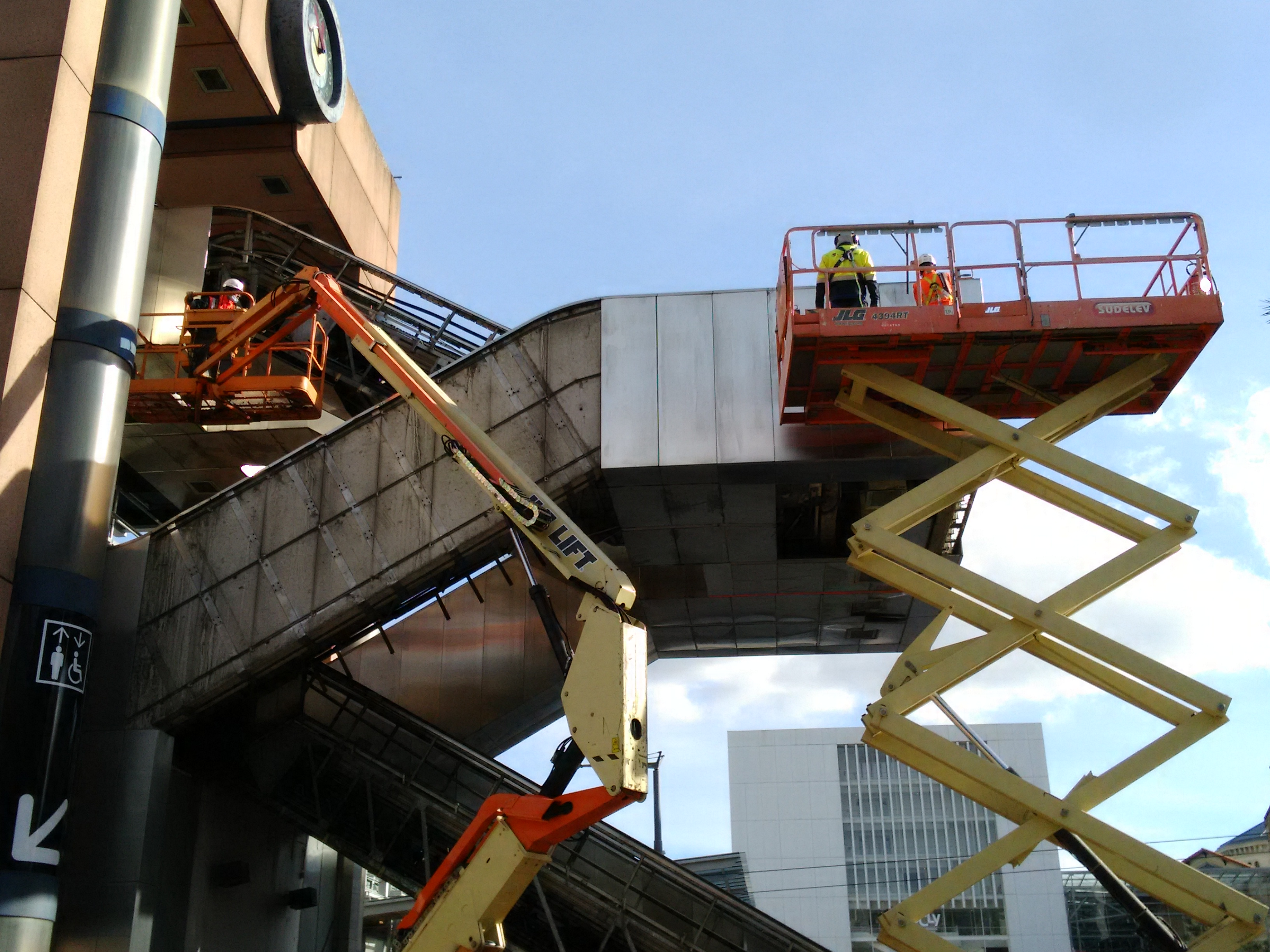
Démolition des escalators du CELP (26/01/2021)
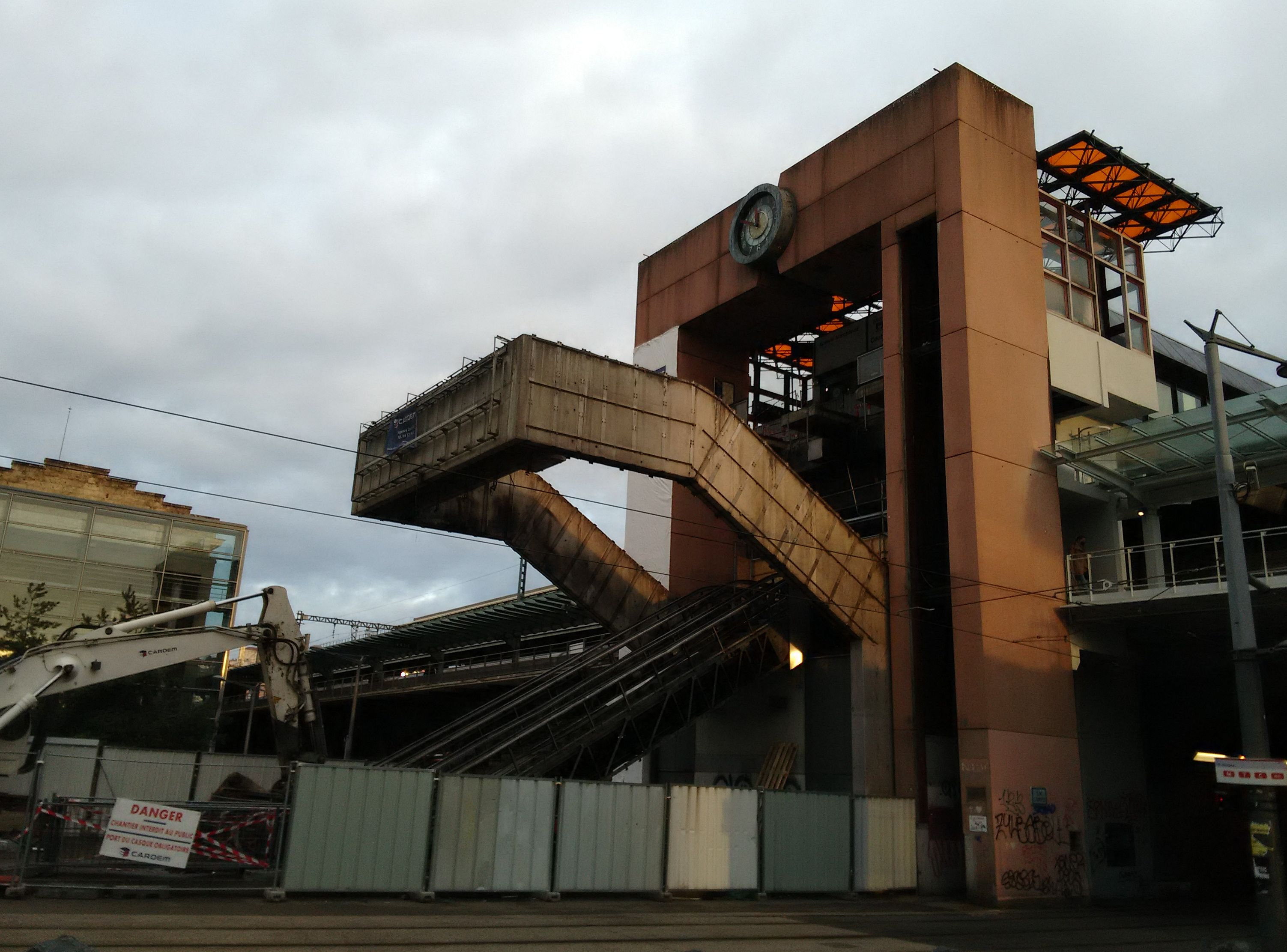
Démolition des escalators du CELP (4/02/2021)
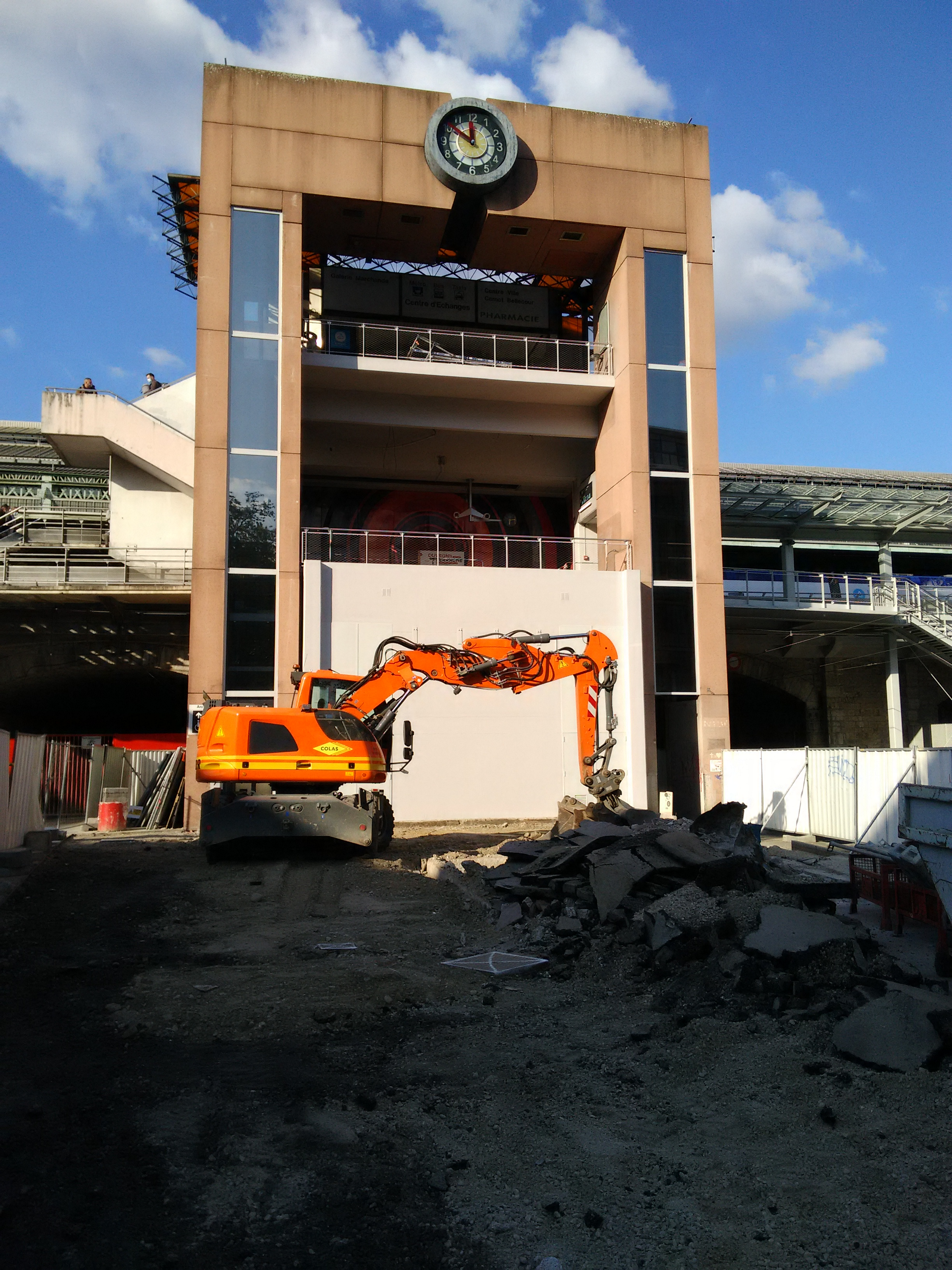
Démolition des escalators du CELP et réaménagement du sud de la gare (19/04/2021)

La ligne de tramway T2 est prolongée jusqu'à la station Hôtel de Région - Montrochet sur les voies de la ligne T1 pour améliorer les liaisons nord-sud de part et d'autre de la gare et doubler la fréquence de passage des tramways entre Perrache et le quartier en développement de la Confluence. Il était prévu à l'origine de prolonger la ligne d'une station seulement, jusqu'à Suchet.
Le projet est financé par ses promoteurs de la façon suivante :
- Métropole de Lyon : 15,5 millions d'euros ;
- SYTRAL : 10 millions d'euros ;
- SNCF : 3,8 millions d'euros ;
- Conseil régional d'Auvergne-Rhône-Alpes : 3,7 millions d'euros ;
- L'État : 3,7 millions d'euros ;
- Ville de Lyon : 1,5 million d'euros.

## Architecture
Long de 250 mètres et d'une hauteur variant de 20 à 37 mètres, il est implanté perpendiculairement à la presqu'île, sur l'ancien cours de Verdun et devant la gare de Perrache. Il est conçu comme un pont urbain fonctionnel censé franchir les espaces routiers tout en les intégrant à l'ouvrage. Il est également chargé de relier la place Carnot à la gare de Perrache.
On peut distinguer trois parties distinctes : la partie centrale, en « façade-rideau » ou « façade-miroir », est flanquée à chacun de ses angles d'une tour cylindrique. Elle est encadrée de deux étages de parkings en voile-béton. Censée évoquer une porte, elle est surmontée par une grande charpente de couverture, à laquelle est suspendue toute la partie centrale de l'ouvrage. De part et d'autre, des poutres échelles jointes par structures métalliques forment des volumes en porte-à-faux au-dessus de la gare routière. 
Le bâtiment est composé de cinq niveaux reposant sur quatre rangs de gros piliers et développe une surface de plancher de près de 100 000 m2,, : 
Niveau -1
Il regroupe l'ensemble du trafic autoroutier et routier est-ouest entre Rhône et Saône, à l'aide de sept trémies d'une largeur de 8,80 m, soit une chaussée de 7 m ;
Niveau 0
Il regroupe au niveau du sol les stations de métro et de tramway et le trafic routier nord-sud. Les systèmes de ventilation, la chaufferie, les groupes électrogènes et les transformateurs sont aussi situés à ce niveau ;
Niveau 1
Il est composé de la salle d'échanges de 1 800 m2 par laquelle passe le transit passager entre le métro et le tramway situés au-dessous, la gare routière, la gare SNCF et les stations de taxis. Jusqu'au 22 avril 2016, elle accueillait une agence commerciale TCL, qui a été fermée à la suite de l'ouverture de la nouvelle agence de Bellecour le 9 mai. Le niveau 1bis accueille les toilettes et les salles de contrôle ;
Niveau 2

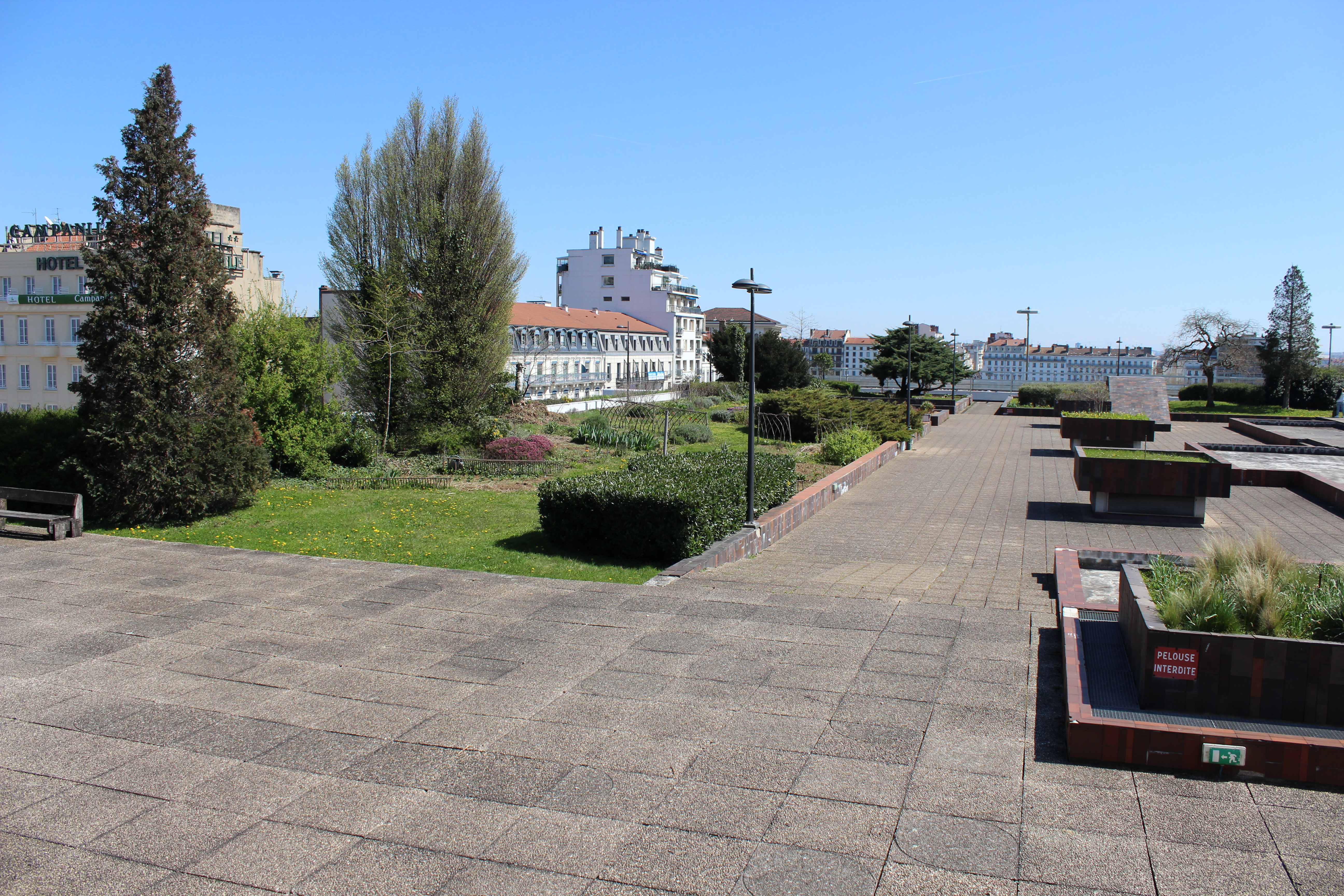
Les jardins suspendus sur le toit.

Situé au-dessus de la salle d'échanges, on y retrouve la galerie marchande, traversée par le mail piétonnier de 400 mètres de long entre la place Carnot et le cours Charlemagne. La partie centrale du vide créé est occupée par l'imposant lustre de Jean-Pierre Vincent. De part et d'autre se répartissent sur deux niveaux reliés par une rampe les 1000 places de parkings, organisées en deux blocs est et ouest dans une caisse de béton ajourée ;
Niveau 3
Il accueillait à l'origine un lieu consacré à l'espace lyonnais d'art contemporain, d'une surface de 2 000 m2, fermé au début des années 1990. De chaque côté de cet espace, on retrouve une place-jardin suspendu de 12 000 m2, comportant une aire de jeux, dessinée par Ariane et Bernard Vuernesson et représentant alors le plus vaste ensemble de ce type en France. Sa réalisation a nécessité le dépôt de 4 000 m3 d'un mélange de terre végétale allégée et a permis d'avoir jusqu'à 1,40 m d'épaisseur de terre. Son entretien nécessite une formation spécifique des jardiniers de la ville de Lyon ;
Les liaisons entre les différents niveaux se font via :
- Les escalators, ascenseurs, escaliers et passerelles situés de part et d'autre de l'élément central pour les piétons ;
- Les quatre rampes à pistes hélicoïdales disposées à chacun des angles de l'élément central pour les voitures ;
- Les quatre rampes d'accès rectilignes s'enroulant autour des tours d'accès aux parkings pour les autobus et autocars.

La passerelle, datant du début des années 1980, est surmontée de dômes transparents en plexiglass et sert de liaison avec la gare SNCF.

## Disposition et desserte
Le centre d'échanges fonctionne sur cinq niveaux (-1 à 3), possède une surface de plancher de près de 100 000 m2 et regroupe et organise les services de transports urbains (TCL) et interurbains (Les cars du Rhône, lignes internationales...).

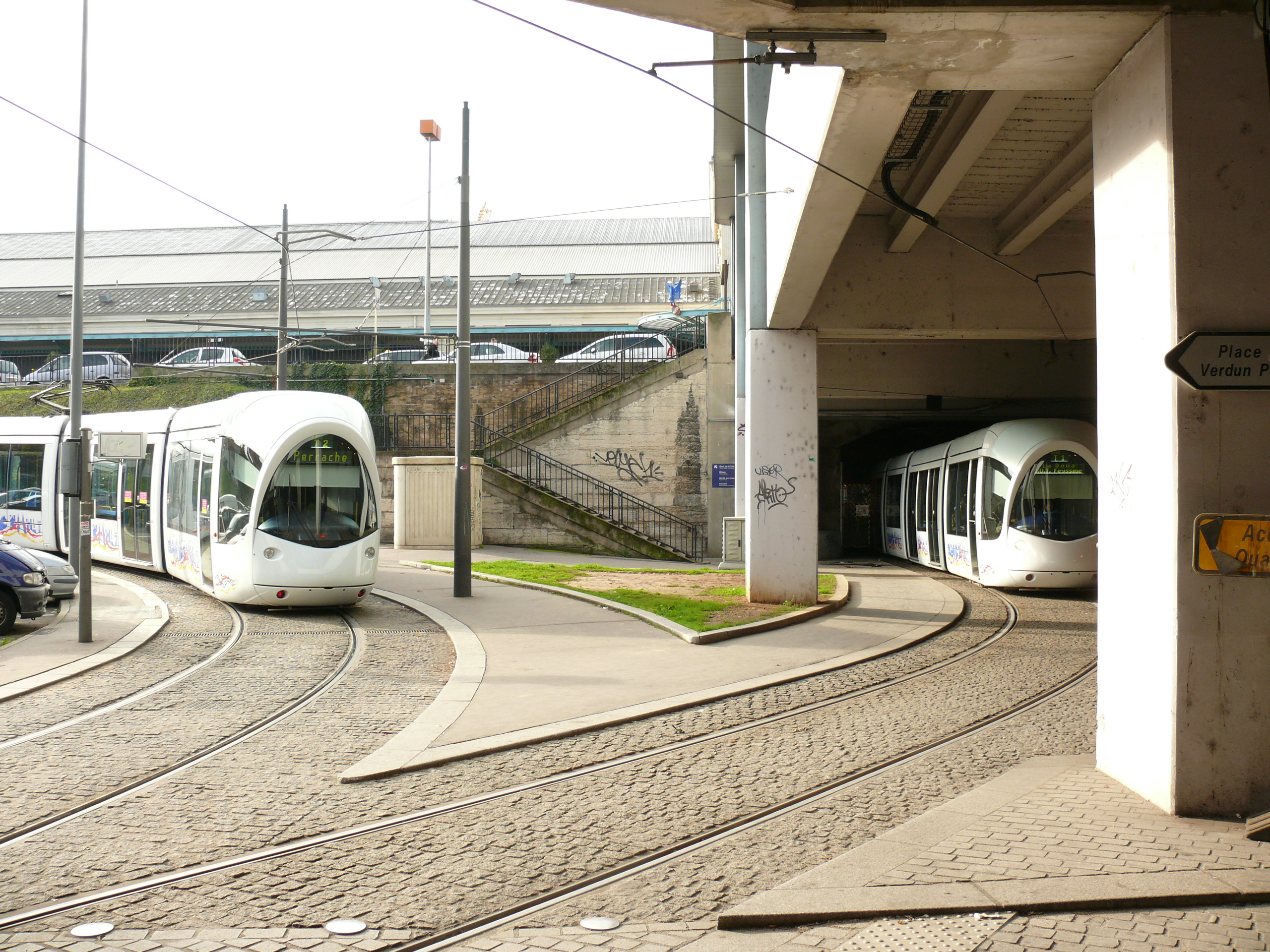
Tramways passant sous la gare.

Au niveau 0 sont placés de façon parallèle les stations de métro (ligne A) et de tramway (lignes T1 et T2). 
La ligne A du métro offre une desserte de la presqu'île lyonnaise, du nord-est de la commune et des villes de Villeurbanne et d'une partie de Vaulx-en-Velin depuis son prolongement en 2007.
Les lignes de tramway assurent la liaison entre Perrache, la Part-Dieu, et les campus universitaires des quais du Rhône (universités Lumière et Jean Moulin, Institut d'études politiques de Lyon), de la Doua (université Claude Bernard), de Grange-Blanche (facultés de médecine et de pharmacie) et de Bron - Parilly (université Lumière).
La ligne A du métro y effectue son terminus, au niveau 0, placé après la station Ampère - Victor Hugo.
La station du métro « Perrache » est mise en service le 2 mai 1978, lors de l'ouverture officielle de l'exploitation de la ligne A du métro de Lyon, de celle-ci à la station de Laurent Bonnevay - Astroballe.
Sa position a obligé à rehausser la place Carnot à l'endroit où le métro remonte au niveau du sol pour s'engager dans la station, obligeant à construire l'arrière-gare dans la voûte centrale sous la gare de Lyon-Perrache. Elle est édifiée suivant le plan général type de cette première ligne, deux voies encadrées par deux quais latéraux de 70 mètres de longueur et larges de 3 mètres chacun. Elle possède, en plus de ceux donnant à l'intérieur de centre, deux accès directs vers la place Carnot et la voûte ouest. Il n'y a pas de personnel dans la station, des automates permettent l'achat et d'autres le compostage des billets.
Elle est l'une des rares stations de la ligne équipée dès l'origine d'ascenseurs pour l'accès des personnes à mobilité réduite. Des portillons d'accès sont installés le 16 mai 2006.
Construite en parallèle de la station de métro côté Rhône (quai de descente), la station de tramway est mise en service le 2 janvier 2001 lors de l'ouverture officielle de l'exploitation des lignes de tramway T1 et T2 alors toutes deux en terminus. Ce n'est plus le cas depuis le 15 septembre 2005 et le prolongement de la ligne T1 jusqu'à la station Montrochet (désormais Hôtel de Région - Montrochet), et ce n'est plus le cas pour la ligne T2, depuis le 24 mars 2021 qui a été prolongée jusqu'à Hôtel de Région - Montrochet.
Bien que relativement récente, cette station a subi deux grosses modifications : la première en 2008 avec le remplacement par un revêtement en béton du revêtement de sol en bois, vestige de l'aménagement initialement prévu sur toutes les stations de tramways, mais abandonné devant le risque de glissade et de chute en cas d'intempéries. Perrache étant entièrement située sous le centre d'échanges, ce revêtement en bois avait été maintenu ici. L'autre changement a eu lieu à l'été 2013 avec le remplacement de l'habillage du mur du quai servant à la ligne T1 direction La Doua et à la ligne T2 direction Saint-Priest ; les plaques de tôle perforée laquée grises ont été remplacées par les mêmes carreaux que ceux utilisés dans les stations du métro de Paris.

### Autobus et autocars
Au niveau 1 se trouve la gare routière constituée par un plateau de 250 mètres de long sur 60 mètres de large, sur lequel la circulation des bus se fait en périphérie, tandis qu'au milieu se trouve la salle d'échanges, plaque tournante de tous les flux voyageurs traversant le centre d'échanges. 
La « dalle-bus » voit passer près de 2000 bus par jour, avec une légère surpression de l'air dans les galeries d'attente, séparées des voies de circulation par de grandes baies et portes vitrées, afin d'éviter que les gaz d'échappement y pénètrent,. Elle aurait été, à son ouverture, la plus grande gare routière d'Europe et fut l'une des premières gares routières gérées par informatique, avec un bus arrivant toutes les 16 secondes environ. 
La gare routière est desservie par dix lignes de bus du réseau Transports en commun lyonnais (TCL) et est découpée en quatre galeries repérées par des lettres :
- La galerie A, située du côté sud-ouest, est utilisée pour la descente des voyageurs TCL et pour la montée/descente des voyageurs Blablabus, Alsa ;
- La galerie B, située du côté nord-ouest, est utilisée pour la montée des voyageurs des lignes C19, C21, 31, 46, 49 et 55 ;
- La galerie C, située du côté nord-est, est utilisée pour la descente des voyageurs ;
- La galerie D, située du côté sud-est, est utilisée pour la montée des voyageurs des lignes 8, 34, 60 et 63 et pour la montée/descente des voyageurs des Flixbus, Eurolines.

L'accessibilité aux personnes à mobilité réduite se résume à un quai spécifique placé vers la galerie A et mis en service en mars 2013.
Lors de perturbations sur le secteur de Bellecour, les lignes C10, C20/C20E, 15/15E et S1 y font leurs terminus. Galerie B pour les lignes C20/C20E et S1, galerie D pour les lignes C10 et 15/15E.
Enfin, en sus des lignes internationales placées entre les galeries A et B, une ligne d'autocars du réseau des cars du Rhône dessert la gare routière : la ligne 120 qui est accessible avec un titre TCL.

### À proximité
Outre les rues et places avoisinantes, elle permet de rejoindre à pied différents sites, notamment : la brasserie Georges, le lycée Juliette-Récamier, l'université catholique de Lyon installée dans les anciennes prisons Saint-Paul et Saint-Joseph, les Archives municipales et le quartier de la Confluence que les tramways T1 et T2 desservent.